# Marian Nowak (rzeźbiarz)

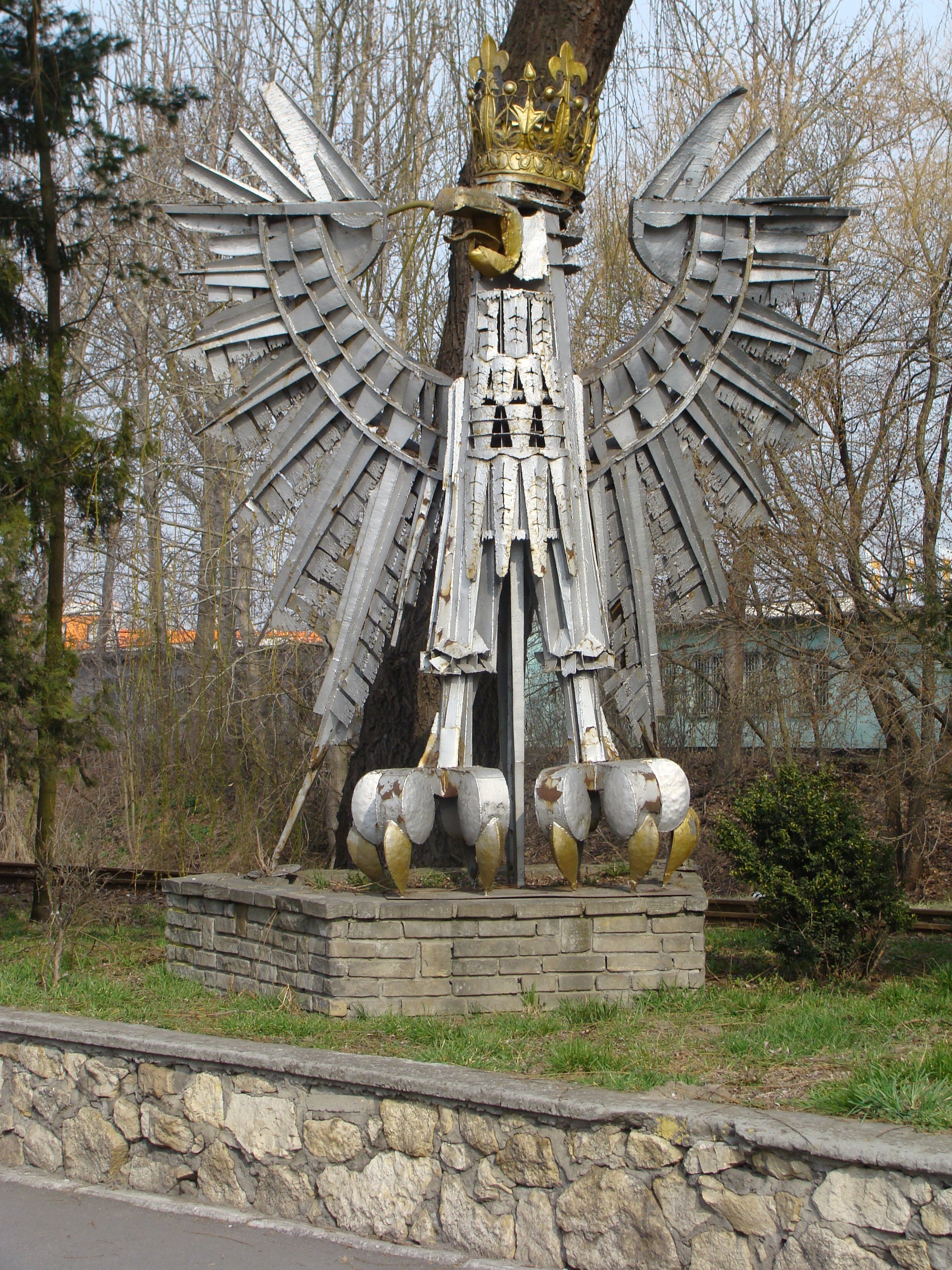
Orzeł przy budynku straży pożarnej (ul. Budowlanych w Opolu)

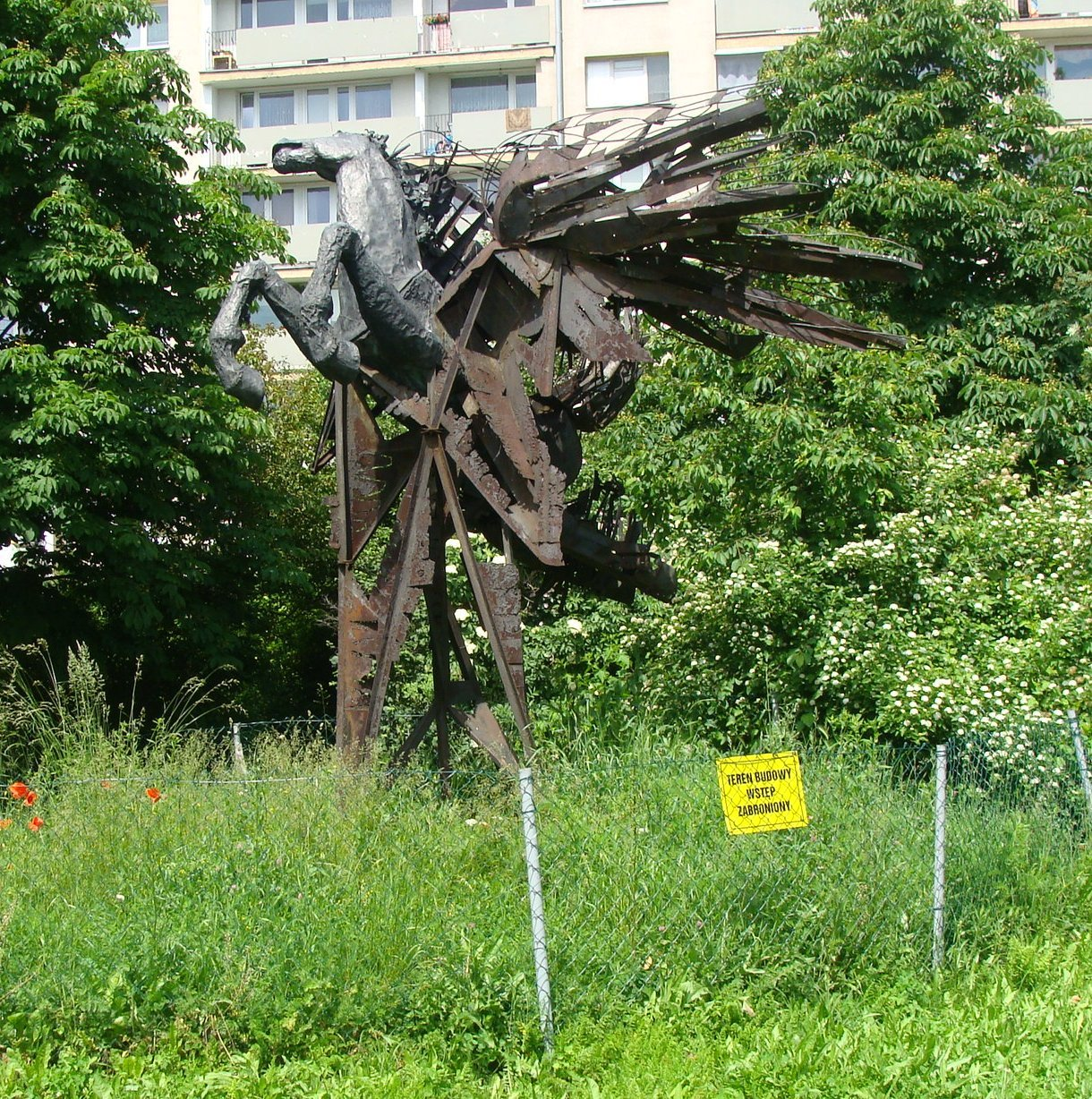
Pegaz na Chabrach (przed remontem)

Marian Nowak (ur. 21 sierpnia 1921 w Lesznie, zm. 23 stycznia 2000 w Opolu) – polski artysta rzeźbiarz, metaloplastyk.
Od młodości zajmował się kowalstwem, pomagając ojcu w kuźni. Talent plastyczny młodego Mariana dostrzegła Katarzyna Mehl, żona Antoniego Mehla, asystenta na wrocławskiej Państwowej Wyższej Szkole Sztuk Plastycznych. Polecony przez nich, rozpoczął tam studia w 1948 roku. Kontynuował je w Warszawie, skończył je jednak w Krakowie, pod kierunkiem Xawerego Dunikowskiego na tamtejszej ASP. Po uzyskaniu dyplomu w 1954 roku osiadł w Opolu. Współtworzył opolskie Biuro Wystaw Artystycznych, a w swojej twórczości koncentrował się na metaloplastyce i rzeźbie w metalu oraz kamieniu.

## Wybrane realizacje
- figura "Łucznika" (obecnie w zbiorach prywatnych);
- latarnie w rynku, przy ulicach Krupniczej i św. Wojciecha (1956) zlikwidowane po remoncie ulic;
- maska nad wejściem do Klubu Związków Twórczych (obecnie pub, została tablica pamiątkowa i oryginalny szyld);
- orzeł na Wieży Piastowskiej;
- figura orła przy budynku straży pożarnej przy ul. Budowlanych w Opolu;
- "Pegaz" – początkowo stał na Placu Teatralnym, później został przeniesiony na zieleniec przy ul. Chabrów; grożącą zawaleniem, skorodowaną rzeźbę zdemontowano w 2010 r. i oddano do renowacji Pawłowi Nowakowi, synowi rzeźbiarza (po zakończeniu prac w 2015 r. "Pegaz" ma stanąć przy Centrum Wystawienniczo-Kongresowym przy ul. Wrocławskiej);
- posąg Janka Krasickiego – pomnik stojący w centrum osiedla ZWM w okresie od 1976 roku do marca 1991 r.; dewastowany, został później zdemontowany i przetopiony[1];
- figura Marii Konopnickiej przy II LO w Opolu (odsłonięta 6 października 1984);
- figury "Karolinki" – statuetki Festiwalu Piosenki Polskiej, wręczane w latach 1963-1988;
- figury "Don Kichota" wręczane nagradzanym w Festiwalu Teatrów Lalek w Opolu;
- krata w bocznej kaplicy kościoła "na Górce" w Opolu;
- brama w kościele Najświętszej Marii Panny w Opolu-Gosławicach;
- posąg Chrystusa w kościele p.w. św. Józefa w Opolu-Szczepanowicach;
- Pomnik Martyrologii Jeńców Wojennych w Łambinowicach (współautor wraz z Jerzym Beskim i Janem Borowczakiem);
- Pomnik Martyrologii Więźniów Oświęcimskich na cmentarzu komunalnym w Prudniku, na mogile ofiar marszu śmierci ze stycznia 1945 Pomnik Martyrologii Więźniów Oświęcimskich

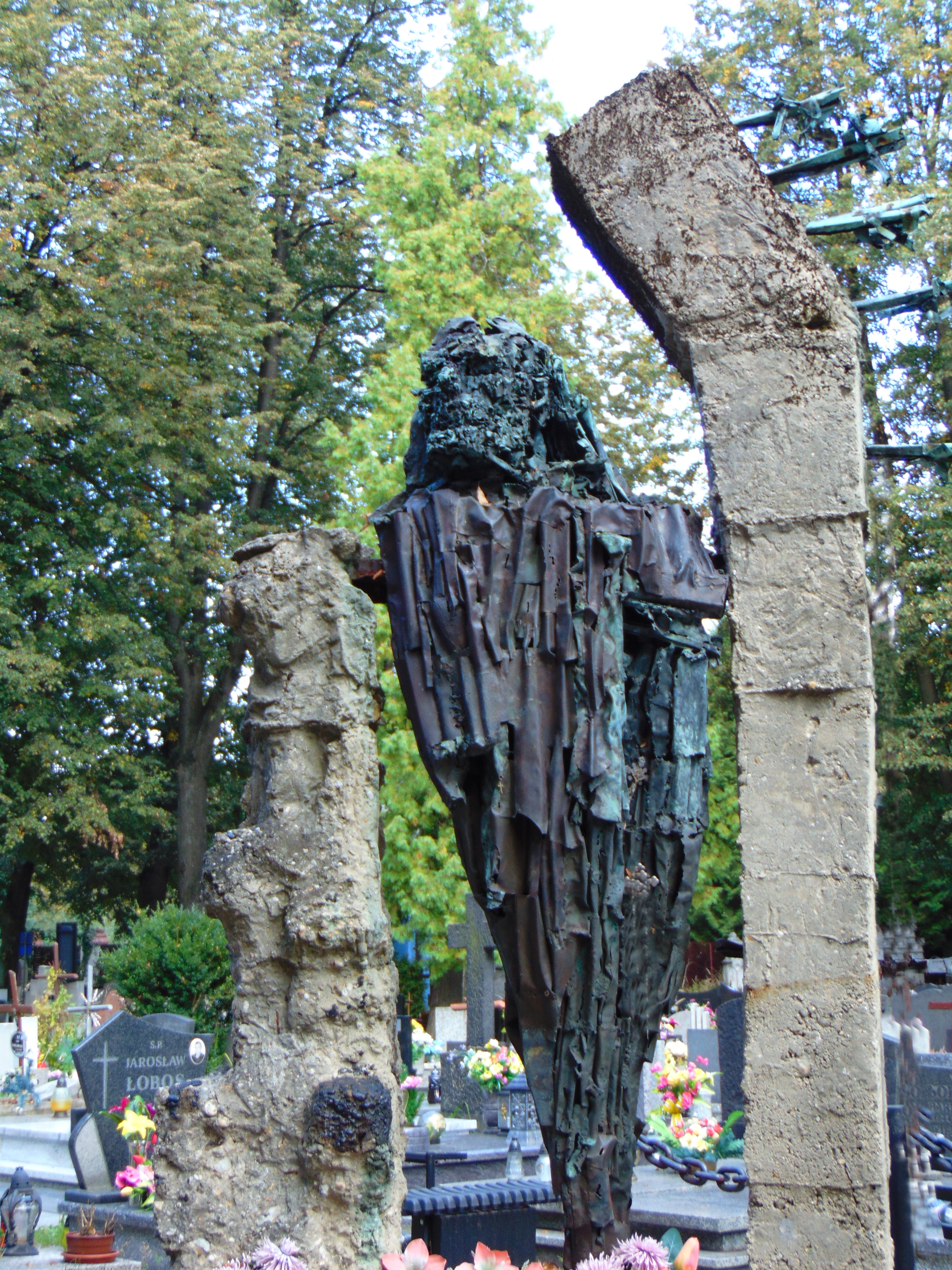
Pomnik Martyrologii Więźniów Oświęcimskich

- podwieszona pod sklepieniem trzymetrowa rzeźba Bachusa w Domu Twórców w Poczdamie (z roku 1966)